# Línea N806 (Interurbanos Madrid)
La línea N806 de la red de autobuses interurbanos de Madrid une Atocha (Madrid) con Parla.

## Características
La línea discurre entre Atocha (Madrid) y Parla, atravesando Getafe y el polígono Industrial Cobo Calleja a través de la autovía A-42, en 30 minutos. Antes de 2004, recibía la denominación de N46.
Desde el 11 de diciembre de 2015, algunas expediciones recorren Parla Este.
La línea mantiene los mismos horarios todo el año (exceptuando las vísperas de festivo y festivos de Navidad).
Está operada por Avanza Movilidad Integral mediante la concesión administrativa VCM-403 - Madrid – Parla – Yunclillos (Viajeros Comunidad de Madrid) del Consorcio Regional de Transportes de Madrid.

## Horarios
Los horarios que no sean cabecera son aproximados.
| Noches de domingo a jueves y festivos noche      |                       |                           |                 |        |
| Madrid > Parla > Madrid                          |                       |                           |                 |        |
| Madrid                                           | Parla Este (C/ Pinto) | Parla (Av. Juan Carlos I) | Parla (C/ Real) | Madrid |
|                                                  | 23:55                 | 00:05                     | 00:10           | 00:30  |
| 00:15                                            | →                     | 00:40                     | 00:45           | 01:05  |
| 01:00                                            | 01:25                 | 01:35                     | 01:40           | 02:00  |
| 01:25                                            | →                     | 01:50                     | 01:55           |        |
| 01:40                                            | →                     | 02:05                     | 02:10           | 02:30  |
| 02:30                                            | 02:55                 | 03:05                     | 03:10           | 03:30  |
| 03:00                                            | →                     | 03:25                     | 03:30           | 03:50  |
| 03:50                                            | 04:15                 | 04:25                     | 04:30           | 04:50  |
| 04:15                                            | →                     | 04:40                     | 04:45           | 05:05  |
| 05:05                                            | 05:30                 | 05:40                     | 05:45           |        |
| 05:30                                            | →                     | 05:55                     | 06:00           |        |
| Noches de viernes, sábados y vísperas de festivo |                       |                           |                 |        |
| Madrid > Parla > Madrid                          |                       |                           |                 |        |
| Madrid                                           | Parla Este (C/ Pinto) | Parla (Av. Juan Carlos I) | Parla (C/ Real) | Madrid |
|                                                  | 23:55                 | 00:05                     | 00:10           | 00:30  |
| 00:15                                            | →                     | 00:40                     | 00:45           | 01:05  |
| 00:40                                            | 01:05                 | 01:15                     | 01:20           | 01:40  |
| 01:00                                            | 01:25                 | 01:35                     | 01:40           | 02:00  |
| 01:40                                            | →                     | 02:05                     | 02:10           | 02:30  |
| 02:05                                            | 02:30                 | 02:40                     | 02:45           | 03:05  |
| 02:30                                            | 02:55                 | 03:05                     | 03:10           | 03:30  |
| 03:00                                            | →                     | 03:25                     | 03:30           | 03:50  |
| 03:30                                            | 03:55                 | 04:05                     | 04:10           |        |
| 03:50                                            | 04:15                 | 04:25                     | 04:30           | 04:50  |
| 04:15                                            | →                     | 04:40                     | 04:45           | 05:05  |
| 05:05                                            | 05:30                 | 05:45                     | 05:50           |        |
| 05:30                                            | →                     | 05:55                     | 06:00           |        |

## Recorrido y paradas
| Código                                                | Parada                                        | Común con              | Conexiones con Metro            | Municipios  | Zona |
| ----------------------------------------------------- | --------------------------------------------- | ---------------------- | ------------------------------- | ----------- | ---- |
| 7539                                                  | Pza. Emperador Carlos V - Atocha              | 463 N801 N805 N807     | Estación del Arte               | Madrid      |      |
| 1927                                                  | P.º Sta. Mª Cabeza - Embajadores              | 463 N14 N801 N805 N807 |                                 | Madrid      |      |
| 5623                                                  | P.º Sta. Mª Cabeza - PºEsperanza              | 463 N17 N801 N805 N807 |                                 | Madrid      |      |
| 2538                                                  | P.º Sta. Mª Cabeza - Baleares                 | 463 N17 N801 N805 N807 |                                 | Madrid      |      |
| 7622                                                  | Pza. Sta. Mª Cabeza - Est. Plaza Elíptica     | 463 N801 N805 N807     | Plaza Elíptica                  | Madrid      |      |
| 5349                                                  | Princesa J. Austria - Av. Poblados            | 463 N801 N805 N807     |                                 | Madrid      |      |
| 7641                                                  | Ctra. A42 - Pol. Ind. Prado Overa             | 463 N801 N805 N807     |                                 | Madrid      |      |
| 09543                                                 | Ctra. A42 - Hospital de Getafe                | 463                    |                                 | Getafe      |      |
| 08227                                                 | Ctra. A42 - Parque Sector III                 |                        |                                 | Getafe      |      |
| 08274                                                 | Ctra.A42 Km.15                                |                        |                                 | Getafe      |      |
| 08185                                                 | Ctra. A42 - Pol. Ind. Acedinos                |                        |                                 | Fuenlabrada |      |
| 08073                                                 | Ctra. A42 - Cruce Cobo Calleja                | 463                    |                                 | Fuenlabrada |      |
| 08078                                                 | Ctra. A42 - Pol. Ind. Cantueña                | 463                    |                                 | Fuenlabrada |      |
| 08082                                                 | Ctra. A42 - Pol. Ind. Gallegos                |                        |                                 | Fuenlabrada |      |
| 07790                                                 | Ctra. M408 - Laguna Negra                     | 463                    |                                 | Parla       |      |
| 18647                                                 | Real - Est. La Ballena                        | 463                    | La Ballena                      | Parla       |      |
| Paradas del recorrido que pasa por el centro de Parla |                                               |                        |                                 |             |      |
| 07792                                                 | Río Guadiana - Río Ebro                       | 463                    |                                 | Parla       |      |
| 07800                                                 | Leganés - Fuenlabrada                         | 463                    |                                 | Parla       |      |
| 07804                                                 | Aranjuez - Pabellón M4 El Nido                | 463                    |                                 | Parla       |      |
| 07811                                                 | Aranjuez - Belén                              | 463                    |                                 | Parla       |      |
| 07806                                                 | Jerusalén - Cafarnaúm                         | 463                    |                                 | Parla       |      |
| 07809                                                 | Jerusalén - Amargura                          | 463                    |                                 | Parla       |      |
| 07812                                                 | Olivo - Est. Bulevar Sur                      | 463                    | Bulevar Sur-Miguel Ángel Blanco | Parla       |      |
| 17429                                                 | Av. Juan Carlos I - Pablo Casals              |                        | Reyes Católicos                 | Parla       |      |
| Paradas del recorrido que pasa por Parla Este         |                                               |                        |                                 |             |      |
| 07853                                                 | Valladolid - Escuela Oficial de Idiomas       |                        |                                 | Parla       |      |
| 07849                                                 | Valladolid - Ávila                            |                        |                                 | Parla       |      |
| 07844                                                 | Juan XXIII - Pío XII                          |                        |                                 | Parla       |      |
| 07847                                                 | Pinto - Unidad de Formación Laboral           |                        |                                 | Parla       |      |
| 15183                                                 | Pinto - Av. Comunidades de Europa             |                        |                                 | Parla       |      |
| 12286                                                 | Av. América - Florida                         |                        |                                 | Parla       |      |
| 16411                                                 | P.º República Dominicana - Av. América        |                        |                                 | Parla       |      |
| 16413                                                 | P.º República Dominicana - Galápagos          |                        |                                 | Parla       |      |
| 16415                                                 | Av. Planetas - República Dominicana           |                        |                                 | Parla       |      |
| 16417                                                 | Av. Planetas - Est. Estrella Polar Sur        |                        | Estrella Polar Sur              | Parla       |      |
| 16419                                                 | Av. Planetas - Est. Venus Sur                 |                        | Venus Polar Sur                 | Parla       |      |
| 18343                                                 | Av. Planetas - Planeta Saturno                |                        |                                 | Parla       |      |
| 16421                                                 | Av. Planetas - Est. Tierra Sur                |                        | Tierra Sur                      | Parla       |      |
| 16423                                                 | Av. Planetas - Est. Planeta Marte             |                        |                                 | Parla       |      |
| 18344                                                 | Planeta Júpiter - Av. Sistema Solar           |                        |                                 | Parla       |      |
| 18345                                                 | Av. Sistema Solar - Est. Av. Sistema Solar    |                        | Avenida Sistema Solar           | Parla       |      |
| 18346                                                 | Av. Sistema Solar - Planeta Saturno           |                        |                                 | Parla       |      |
| 16201                                                 | Av. América - Centro de Salud                 |                        | Parque Parla Este               | Parla       |      |
| 12275                                                 | Av. América - Alfonso X El Sabio              |                        |                                 | Parla       |      |
| 11741                                                 | Av. América - Instituto                       |                        |                                 | Parla       |      |
| 11739                                                 | Av. Juan Carlos I - Juzgados                  |                        | Reyes Católicos                 | Parla       |      |
| Paradas del recorrido común                           |                                               |                        |                                 |             |      |
| 07822                                                 | Alfonso XIII - Pza. Libertad                  |                        |                                 | Parla       |      |
| 07827                                                 | Alfonso XIII - Biblioteca                     |                        |                                 | Parla       |      |
| 12283                                                 | Felipe II - Complejo Deportivo                |                        |                                 | Parla       |      |
| 19184                                                 | Felipe II - Honorato de Balzac                |                        |                                 | Parla       |      |
| 07845                                                 | Juan XXIII - Pío XII                          |                        |                                 | Parla       |      |
| 07850                                                 | Valladolid - Zamora                           |                        |                                 | Parla       |      |
| 07854                                                 | Valladolid - Escuela Oficial de Idiomas       |                        |                                 | Parla       |      |
| 13105                                                 | Real - Est. La Ballena                        | 463                    | La Ballena                      | Parla       |      |
| 07791                                                 | Ctra. M408 - Pol. Ind. Buenavista             | 463                    |                                 | Parla       |      |
| 08081                                                 | Ctra. A42 - Centro de Difusión Medioambiental |                        |                                 | Fuenlabrada |      |
| 08079                                                 | Ctra. A42 - Los Claveles                      | 463                    |                                 | Fuenlabrada |      |
| 08072                                                 | Ctra. A42 - Cruce Cobo Calleja                |                        |                                 | Fuenlabrada |      |
| 08186                                                 | Ctra. A42 - Pol. Ind. Acedinos                |                        |                                 | Fuenlabrada |      |
| 17998                                                 | Ctra. A42 Km.15                               |                        |                                 | Getafe      |      |
| 09546                                                 | Ctra. A42 - Hospital de Getafe                | 463                    |                                 | Getafe      |      |
| 7640                                                  | Ctra. A42 - Pol. Ind. Prado Overa             | 463 N801 N805 N807     |                                 | Madrid      |      |
| 5687                                                  | Av. Princesa Juana Austria - Av. Poblados     | 463 N801 N805 N807     |                                 | Madrid      |      |
| 2543                                                  | Pº Sta. Mª Cabeza - Est. Plaza Elíptica       | 463 N17 N801 N805 N807 | Plaza Elíptica                  | Madrid      |      |
| 2539                                                  | Pº Sta. Mª Cabeza - Baleares                  | 463 N17 N801 N805 N807 |                                 | Madrid      |      |
| 2535                                                  | Pº Sta. Mª Cabeza - P.º Chopera               | 463 N17 N801 N805 N807 |                                 | Madrid      |      |
| 7539                                                  | Pza. Emperador Carlos V - Atocha              | 463 N801 N805 N807     | Estación del Arte               | Madrid      |      |